# Dajti
Dajti (albanski: Mali i Dajtit) je planina i nacionalni park u središnjoj Albaniji, istočno od Tirane. Najviši vrh je na 1613 metra. Tijekom zime planina je često prekrivena snijegom, popularno je izletište lokalnom stanovništvu iz Tirane u kojoj rijetko pada snijeg. Padine planine prekrivene su šumom borova, hrasta i bukve, dok unutrašnjost sadrži kanjone, slapove, pećine, jezera i drevne dvorce.
Planina Dajti je proglašena nacionalnim parkom 1966. godine, a ima proširenu površinu od oko 29.384 ha od 2006.  U nadležnosti je Grada Tirane, dok je prije bio pod Šumarskim odjelom Tirane.
Nacionalni park se nalazi 26 km istočno od glavnog grada i 50 km istočno od Zračne luke Majke Tereze. Osim planine Dajti park sadrži planinu Prisku na jugu i Brari na sjeveru.
Na planinu se može doći uskom asfaltiranom planinskom cestom. Nekada je na planini bio ljetni kamp,  na čijem se mjestu danas nalaze restorani i radio/TV odašiljač. Od lipnja 2005. godine, izletnici i posjetitelji planine mogu koristiti gondolu koja vozi od istočnog predgrađa Tirane na 1050 metara nadmorske visine.
U posljednje vrijeme, tragovi prapovijesnog naselja i utvrda iz kasnijih razdoblja otkriveni su u tom području.
Ozbiljan problem za okoliš na planini je smeće. To je djelomično uzrokovano restoranima i hotelima koji ostavljaju smeće. Još jedan veliki problem na planini je krčenje šuma, te zagađenje voda i zraka uzrokovanog automobilima koji prelaze planinske ceste.

## Vanjske poveznice
|  | Zajednički poslužitelj ima još gradiva o temi Dajti |

- Dajti Ekpres gondola
- All Dajti Mt Trails
- Pješačke staze na planini  Arhivirana inačica izvorne stranice od 4. ožujka 2016. (Wayback Machine)
- Planinarenje na vrh Dajti planine